# Adtranz DE-AC33C型柴油机车
Adtranz DE-AC33C型柴油机车是一款用于重载货运的柴电动力柴油机车，由Adtranz与通用电气合作开发。它在德国铁路的试运行中被定型为250型，在市场推广中则使用蓝虎（Blue Tiger）的名称。

## 历史

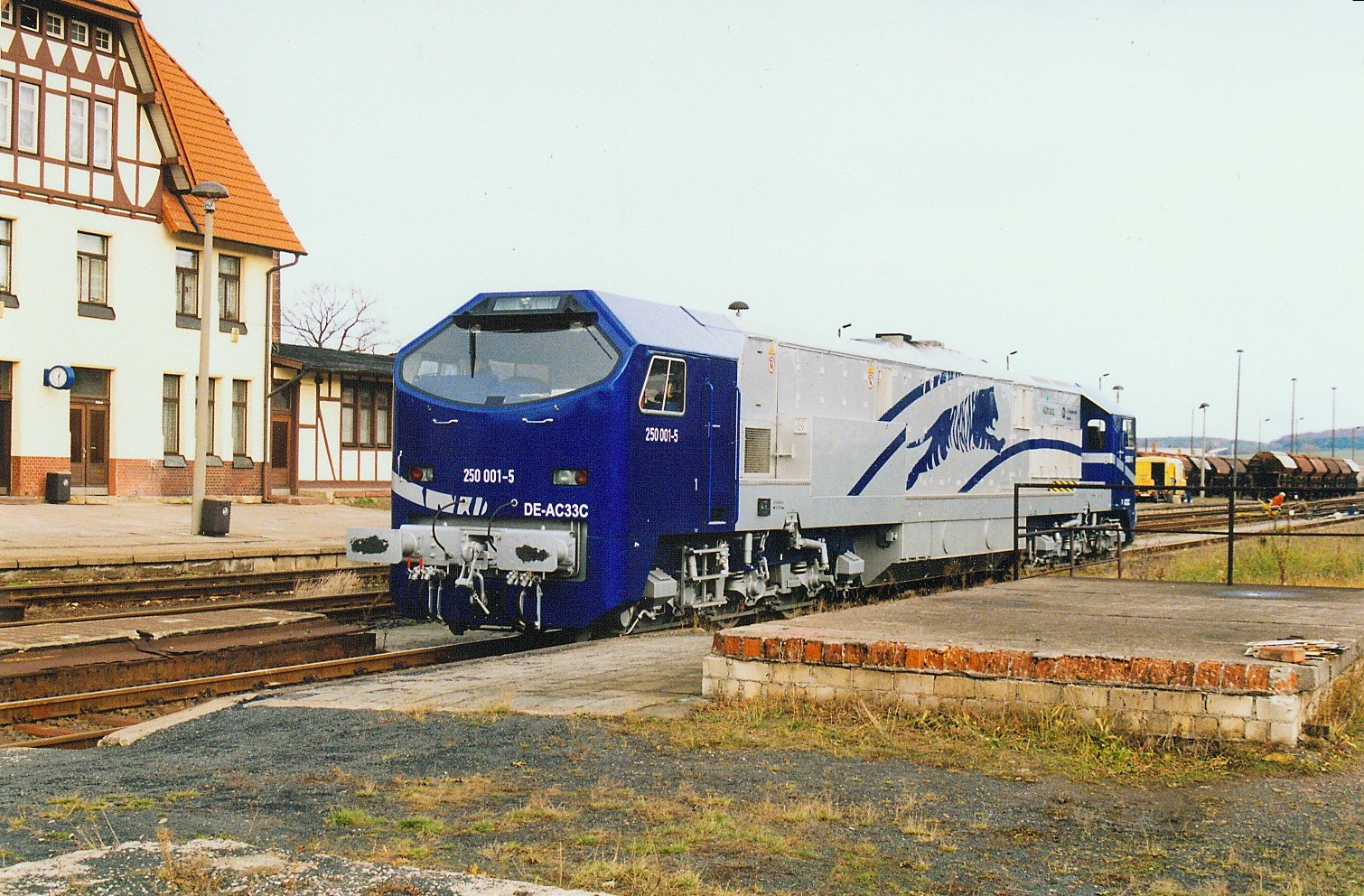
原型机于法哈（1007年）

首台样車于1996年面世，其最初的设想是作为蓝虎系列机车的平台开发。它在2004年获得了在德国山地线路中运行的适航证。此后再有两台基于原型机的技术而专为亚洲地区运营的机车被生产出来，然而在2005年初，庞巴迪宣布，大批量的机车订单将倾向于以庞巴迪TRAXX为基础生产，这是由前者自主研发的另一个机车平台。因此，蓝虎系列机车是否会继续生产仍未能确定。总体而言，已有1台样机（原型机）、10台用于德国、30台用于巴基斯坦和20台用于马来西亚的机车被生产出来。
截至2009年，庞巴迪已不再生产这一型号的机车，通用电气则将其作为变体纳入既有的进化系列机车，并用作出口。

## 构造
机车最初设计的轴重为轻量化的18吨，并拥有最高达2,500千瓦（3,400匹马力）的输出功率。但在实际生产中，用于德国的机车轴重达到21吨（同级别柴油机车的正常重量）。机车的V12发动机及交流电技术由美国的通用电气公司提供，并在每个轮对配备一台风冷式绝缘栅双极晶体管逆变器。机车其余部分则在Adtranz的卡塞尔工厂建造，当中包括由亨舍尔开发的灵活浮动转向架和结构设计，以及电脑化的诊断系统。
在庞巴迪于2001年收购Adtranz后，前者随即将蓝虎机车在2002年的柏林轨道交通技术展中展出，以争取欧洲订单。德国量产机车的整备重量为126吨，轴重为21吨，发动机功率为2,460千瓦。出口至巴基斯坦的机型则采用V16发动机。

## 运用

### 巴基斯坦
机车的首批订单是在20世纪90年代末来自于巴基斯坦。为此制造商根据当地的运营需求而生产出了30台与原型机不同的版本，其轨距为1,676毫米，并以功率为2,500千瓦（3,300匹马力）的V16发动机取代了原本的V12发动机。前10台机车于德国生产并付运，其余的机车则被授权在巴基斯坦生产。

### 马来西亚
20台机车按照马来西亚的运营需求而以米轨轨距的版本生产，它们由通用电气在2003年至2004年生产及交付马来亚铁路使用，并在当地被定型为“26型”（编号：26 101 - 26 120）。所有这一型号的机车均以马来西亚的地名命名。在投入运营的前十年中，它们证明了比马来亚铁路在同期购买的29型柴油机车更为可靠。

### 德国

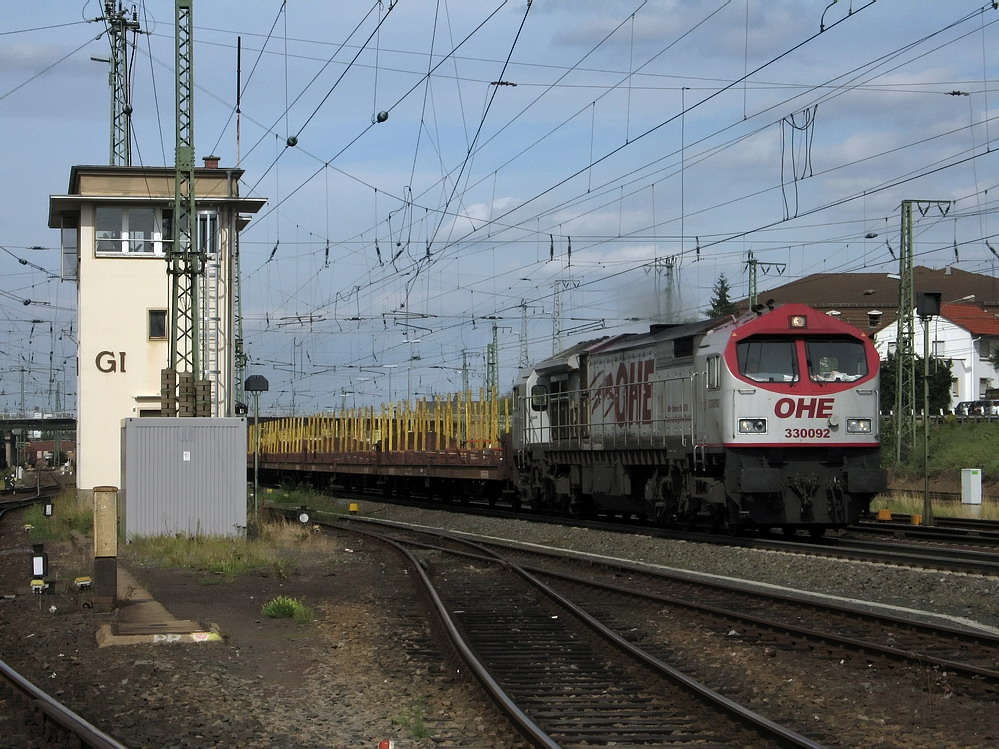
东汉诺威铁路的330092号机车于吉森（2008年）

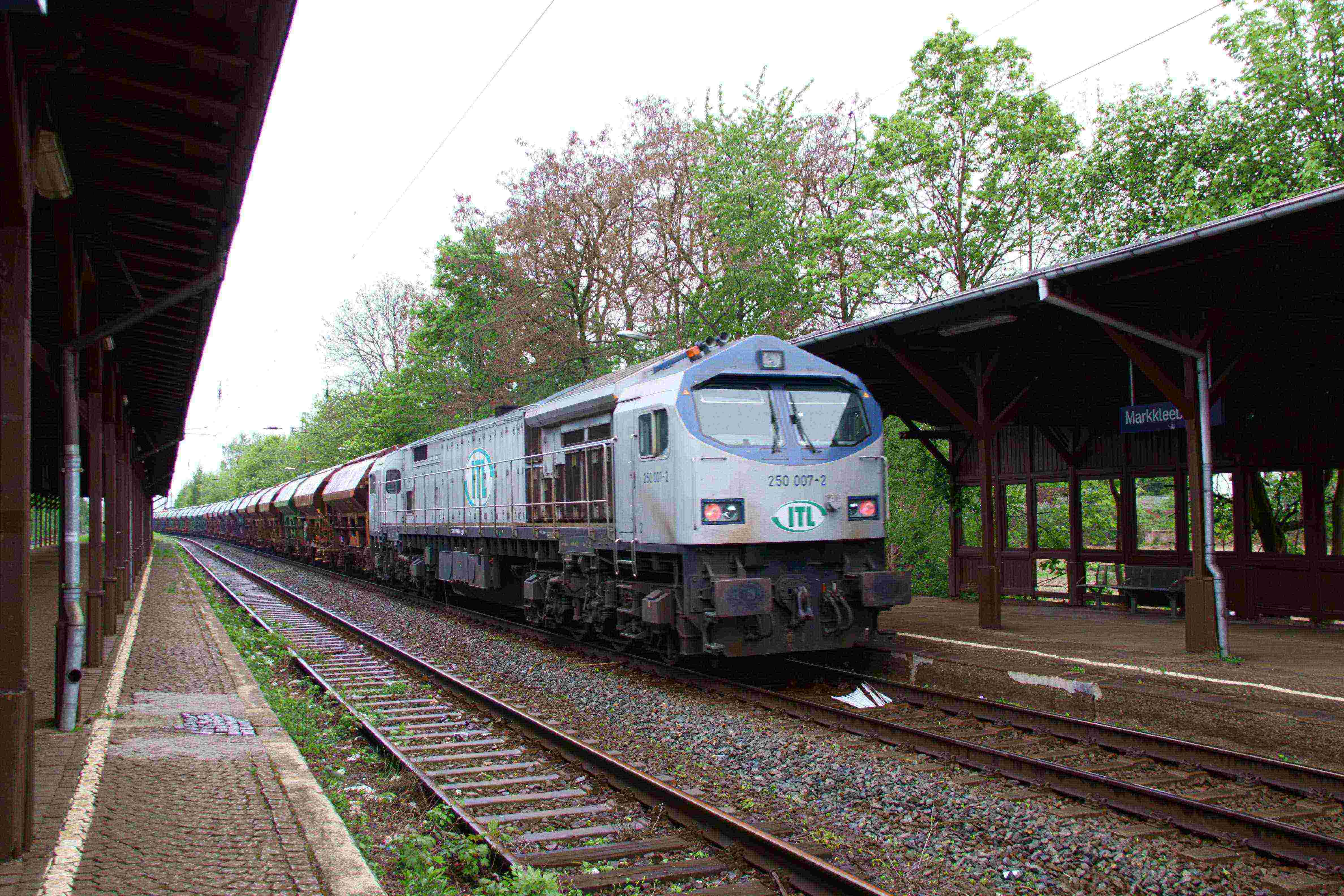
ITL铁路的250 007号机车于马尔克莱贝尔格（2010年）

1台原型机和10台量产机车是按标准轨距生产，可供各铁路运营商租赁或订购。曾一度使用蓝灰色涂装的原型机最初由巴斯夫持有，后由明登地方铁路使用，并最终出售至东汉诺威铁路。在原型机的使用年限届满后，它需要进行大幅度的改造以满足继续运用的需求。因此，除了经过强化的焊接钢前脸，机车还获得了圆形网状的侧面。
10台量产机车在德国完全由私营铁路运营商使用，例如东汉诺威铁路及ITL铁路公司。此前，大部分的机车均由制造商下属的机车租赁公司所持有，并向第一大客户卡尔斯多夫铁路公司出租了8台机车，在后者于2005年破产后，原本的出售计划也被叫停。德国铁路的子公司德铁汽车列车在2005年1月对这些机车进行的系列测试也曾轰动一时，它们在一段时间内被用于牵引人车同行班次，并被归类为250型。
如今这些机车由以下铁路运营商所持有：
东汉诺威铁路
330094号（250 001号） 红色（经过改造的原型机）
哈维兰铁路
V330.1号（250 002号）银色/橙色（原为带有蓝色老虎图案的银色/蓝色涂装）
V330.2号（250 010号）银色/橙色（原为银色/蓝色）
V330.3号（250 011号）银色/橙色
V330.4号（250 004号）银色/橙色（原明登地方铁路采用银色及红色条纹的原V20型（250 004号））
V330.5号（250 008号）红色（原东汉诺威铁路的330090号）
V330.6号（250 003号）银色/橙色（原东汉诺威铁路的330093号）
V330.7号（250 005号）银色/橙色（原东汉诺威铁路的330092号）
V330.8号（250 009号）银色/橙色（原东汉诺威铁路的330091号）
ITL铁路
250 006号 蓝色
250 007号 蓝色